# Tulsibhanjyang
Tulsibhanjyang – gaun wikas samiti w zachodniej części Nepalu w strefie Gandaki w dystrykcie Syangja. Według nepalskiego spisu powszechnego z 2001 roku liczył on 841 gospodarstw domowych i 4652 mieszkańców (2524 kobiet i 2128 mężczyzn).